# Amorfní látka
Amorfní látky jsou látky v pevném skupenství, které nemají pravidelnou (krystalickou) strukturu. Uspořádání částic je v těchto látkách náhodné, určité zákonitosti existují pouze v polohách navzájem sousedících atomů.
Pojmenování amorfní znamená v řečtině beztvarý, proto bývají někdy označovány jako beztvaré látky.[zdroj⁠?!]

## Vlastnosti
Amorfní látky jsou považovány za izotropní, tj. mají ve všech směrech stejné fyzikální vlastnosti (např. mechanické, tepelné, optické apod.).
Přestože jsou amorfní látky pevné, lze je pokládat za kapaliny s velmi vysokou viskozitou.
Z energetického hlediska je krystalické uspořádání výhodnější než amorfní, proto je pro většinu pevných látek přirozené. Amorfní látky vznikají např. při rychlém ochlazení taveniny, kdy částice nemají dostatek času k vytvoření krystalu. Při zahřívání amorfní látky postupně měknou, až do teploty, kdy se rozpustí. Jejich teplotu tání tudíž nelze přesně určit, ale lze je charakterizovat pomocí oblasti měknutí, což je teplotní interval mezi pevnou a kapalnou fází.

## Příklad
Mezi amorfní látky patří například sklo, asfalt, vosk nebo pryskyřice. Mezi amorfní organické látky patří polymery, které se skládají z velkých molekul (tzv. makromolekul), jež obsahují až několik stovek tisíc atomů. Mezi polymery patří např. kaučuk, bavlna, bílkoviny, různé plastické hmoty (např. PVC) apod.